# Ołeksandr Kabłasz
Ołeksandr Hennadijowycz Kabłasz, ukr. Олександр Геннадійович Каблаш (ur. 5 września 1989 w Odessie) – ukraiński piłkarz, grający na pozycji pomocnika.

## Kariera piłkarska

### Kariera klubowa
Wychowanek Szkoły Piłkarskiej Czornomoreć Odessa, barwy której bronił w juniorskich mistrzostwach Ukrainy (DJuFL). Latem 2006 rozpoczął karierę piłkarską w drugiej drużynie Czornomorca Odessa. 10 czerwca 2007 debiutował w pierwszej drużynie. Nie potrafił przebić się do podstawowego składu Czornomorca, dlatego został wypożyczony do amatorskiego zespołu Syhnał Odessa oraz Illicziwca Mariupol. W listopadzie 2008 został piłkarzem Dnistra Owidiopol. Latem 2010 wyjechał za granicę, gdzie przez pół roku bronił barw litewskiego Ekranasa Poniewież. Na początku 2011 powrócił do Ukrainy, a w marcu 2011 podpisał kontrakt z Tawriją Symferopol, ale latem 2011 ponownie został wypożyczony do Bukowyny Czerniowce, w której grał do końca roku. 18 listopada 2011 Tawrija anulowała kontrakt i piłkarz otrzymał status wolnego klienta. Latem 2012 piłkarz zasilił FK Odessa, a podczas przerwy zimowej sezonu 2012/13 zmienił na MFK Mikołajów. Zimą 2014 przeszedł do Heliosu Charków. Latem 2014 wyjechał do Uzbekistanu, gdzie bronił braw klubu Soʻgʻdiyona Dżyzak. W styczniu 2015 przeniósł się do Nasafa Karszy. W 2016 przeszedł do tadżyckiego Istiklolu Duszanbe. 3 sierpnia 2016 podpisał kontrakt z mołdawską Dacią Kiszyniów. 25 czerwca 2017 opuścił mołdawski klub.

### Kariera reprezentacyjna
Występował w juniorskiej reprezentacji Ukrainy U-17 oraz U-19.

## Sukcesy i odznaczenia

### Sukcesy klubowe
- mistrz Litwy: 2010